# Гершоны
Гершо́ны (бел. Гершоны; до 2007 года — деревня) — микрорайон города Брест Республики Беларусь.
Упразднённая деревня в Брестском районе Брестской области Республики Беларусь. Входила в состав Гершонского сельсовета. Размещалась в пригородной зоне Бреста. С 1 июня 2007 года в составе города Брест. Находится в 7 км от центра города Брест.
Недалеко от Гершон располагаются залежи глины (4,8 млн м³).

## Этимология
Название Гершон возводится к «Киршоновицкому дворцу», упоминаемому в источниках 1564 года.

## История
В 1648 близ Гершон был убит преподобномученик Афанасий (Филиппович), игумен Брестский, выступавший против унии.
В годы Великой Отечественной войны деревня была полностью уничтожена немцами.

## Инфраструктура
Клуб, библиотека, отделение связи, амбулатория, 2 магазина.
В январе 2008 года городские власти опубликовали проект застройки городского района Волынка-Гершоны.

## Экономика
Работает совместное предприятие по производству металлочерепицы «Брестсталь». Вблизи деревни месторождение глин (4,8 млн м3).

## Достопримечательность
- Храм Рождества Пресвятой Богородицы (1866—1869) —  Историко-культурная ценность Республики Беларусь, шифр 113Г000079
- Могила советских лётчиков (1944) —  Историко-культурная ценность Республики Беларусь, шифр 113Д000078
- Вблизи Гершон находятся оборонительные укрепления Брестского (Брест-Литовского, 62-го) укрепрайона (см. Брестская крепость):
  - Форт № 5 постройки 1878—1888 годов. Форт № 5 хорошо сохранился и входит в состав музея «Брестская крепость»
  - Форт № 3 постройки 1913—1914 годов. После Великой Отечественной войны использовался как склад удобрений и сохранился хуже
  - Долговременные огневые точки Брестского укрепрайона, построенные в 1940—1941 годах

## Галерея

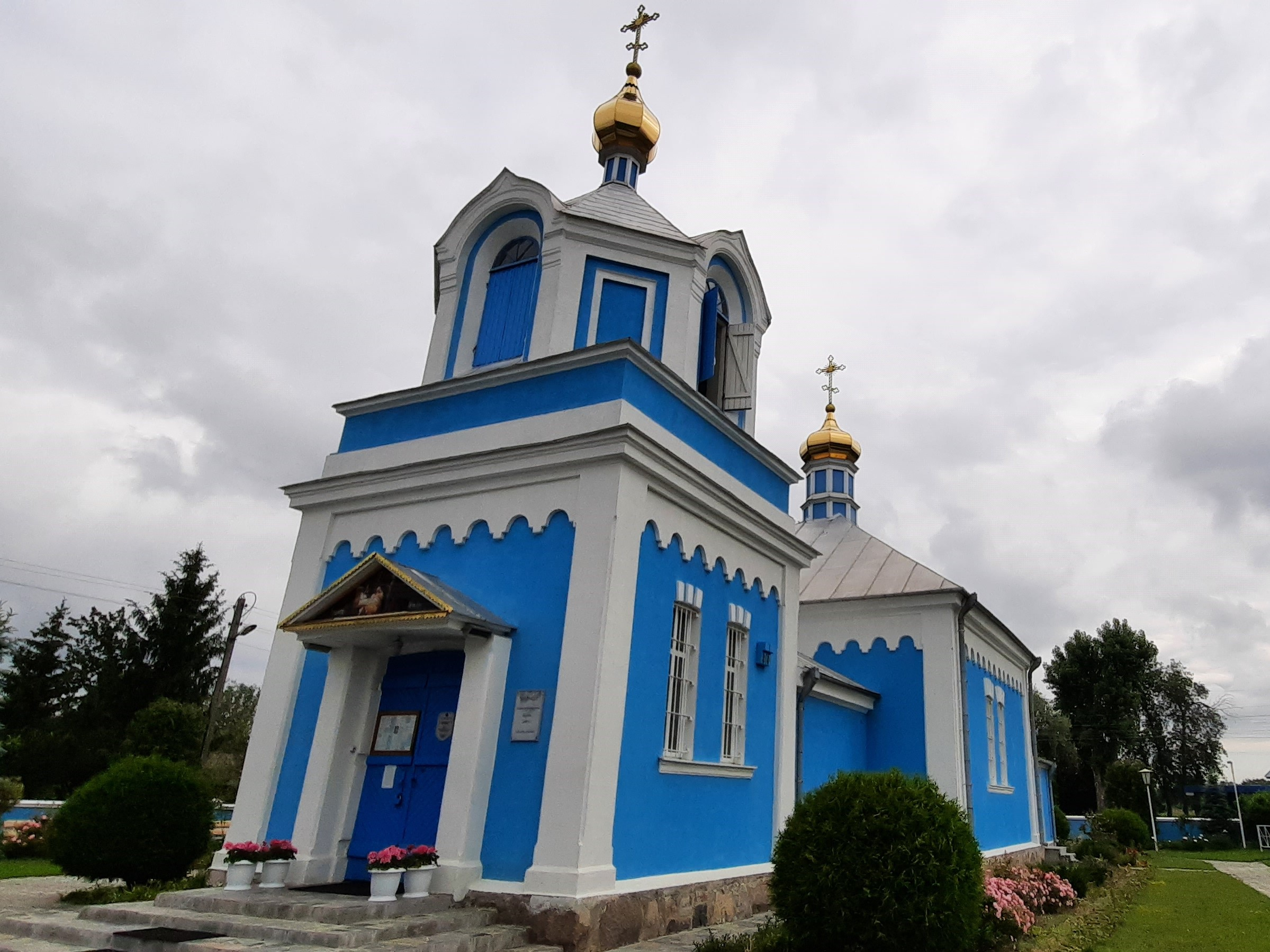
Храм Рождества Пресвятой Богородицы
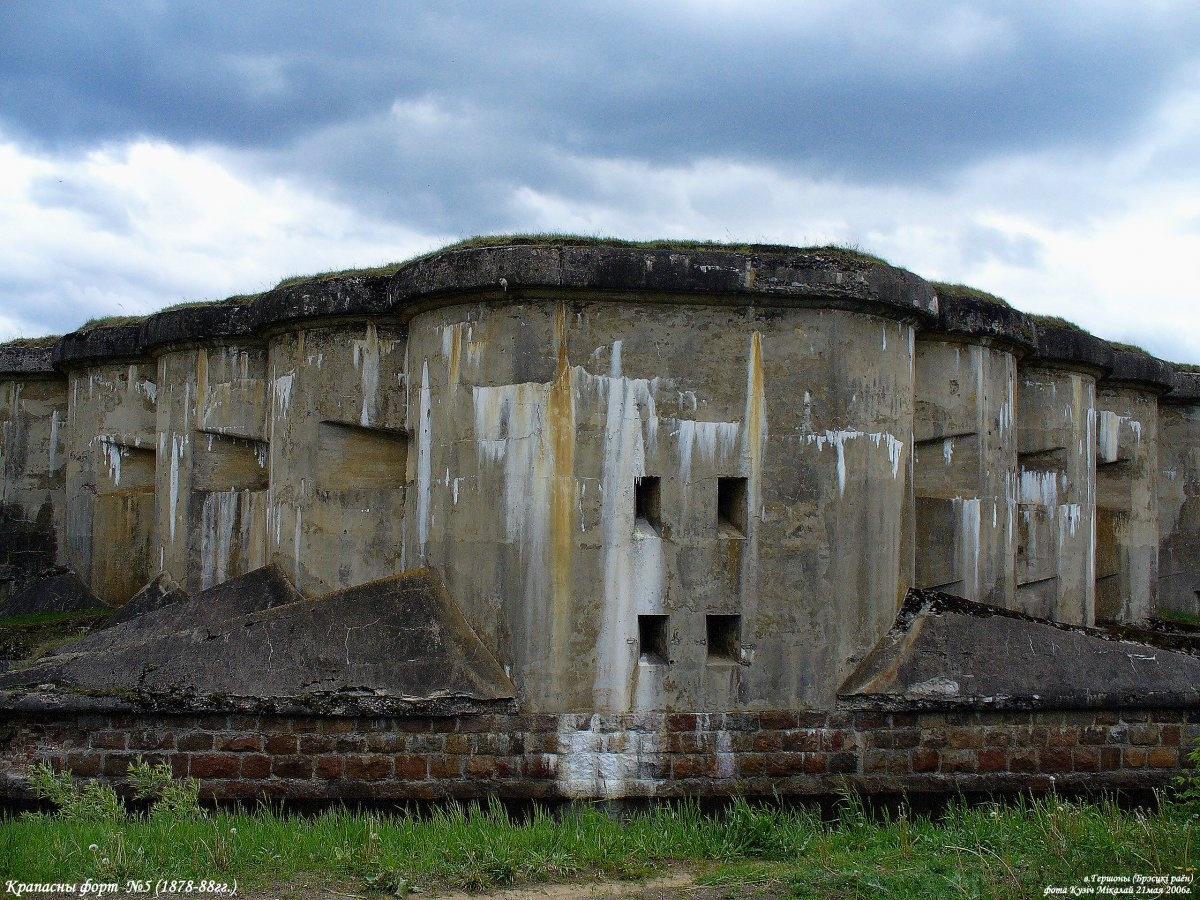
Форт № 5